# Grand-Place d'Arras
Pour les articles homonymes, voir Grand-Place (homonymie).
La Grand-Place est un espace public urbain de la commune d'Arras dans la région Hauts-de-France. La place est de type grand-place qui se caractérise par un aspect complètement minéral que l'on retrouve dans de nombreuses villes des anciens Pays-Bas. Il s'agit de la place historique et principale de la ville.

## Description

### Morphologie et accès
La Grand-Place d'Arras a une superficie de 17 664 m2 (1,76 hectare), mesurant 184 mètres de long, pour 96 mètres de large.
Elle est reliée à la place des Héros par la rue de la Taillerie.

### Dénomination
Au XIe siècle, la place était appelée « Grand Marché »,. Sur les anciens plans de la ville, la Grand-Place était appelée forum spatiosum et exomiè pulchrum.
La Grand-Place est immatriculée « AB35 » parmi les îlots regroupés pour l'information statistique (IRIS) d'Arras, tels que l'Insee les a établis en 1999.

## Histoire
L'origine de la Grand-Place d'Arras n'est pas certaine. Plusieurs auteurs se contredisent à ce sujet. Pour un auteur, la grand-place a été bâtie sur l'ancien verger de saint-Vaast. Un deuxième réfute cette thèse en expliquant que les jardins et la grand-Place ne sont au même endroit. Il indique que la grand-place remonte aux origines de la ville. Un troisième avance que la grand-place a été tracée sous Charles Quint.
En 1004, c'est sur la grand-place dans une tente dressée pour l'occasion que Baudouin V de Flandre serait né. Pour célébrer l'évènement, de grandes fêtes furent organisées et une colonne de gré monolithe portant un buste de femme appelée « La Pollène » est érigée à l'emplacement de la tente. En 1090, il s'agissait du premier noyau urbain. La place était le coœur économique de la ville. Elle pourrait dater du XIe siècle.
Dès le XIIe siècle et durant la période des ducs de Bourgogne, la place servait de zone de rencontre pour les joutes équestres et les tournois,.
La première maison en pierre élevée fut celle au no 48. Elle est bâtie au XIIe siècle et habitée par Dodon de la Lance (Dodo de Hastis), une personne de haut rang faisant partie du plus vieil échevinage connu. En 1266, Audefroi Louchard fonde un hospice au no 56.
Au bout de la Grand-Place, le 8 février 1478, à proximité de la porte Saint-Michel, une forteresse est bâtie par Louis XI afin d'assurer la fidélité des habitants d'Arras.
La statue de la Pollène est retirée en 1791.
Durant leur voyage impérial dans le nord de la France, Napoléon III et Eugénie de Montijo traversent la Grand-Place. Sur celle-ci s'élevait une immense pyramide formée de sac de grains. Les exploitants agricoles, en costume de travail s'étaient installés sur les assises de ce monument.
Le Crédit agricole est installé depuis 1899 sur la place, à la tête duquel, jusqu'en 1908, se trouvait Paul Bachelet, Alfred Devillers jusqu'en 1957 et son fils André Devillers jusqu'en 1978.[réf. souhaitée]
Durant la Première Guerre mondiale, les frontons des demeures hispano-flamandes sont détruits par l'artillerie allemande. La place a été admirablement restaurée à l'identique par Pierre Paquet, les travaux de reconstruction s'étant échelonnés de 1919 à 1934. Pierre Paquet a été confronté à l'absence de relevé précis des façades et des bâtiments. Il lui faudra donc partir des documents anciens, des photographies et trancher de problèmes complexes. L'aspect extérieur des bâtiments est systématiquement conservé, l'intérieur étant traité avec plus de liberté.
En 1996, l'école d’architecture de Lille et des régions Nord organisa un grand concours intitulé « Continuer Arras », chargé d'imaginer des bâtiments qui refermeraient la Grand-Place.[réf. souhaitée]

## Architecture et monuments

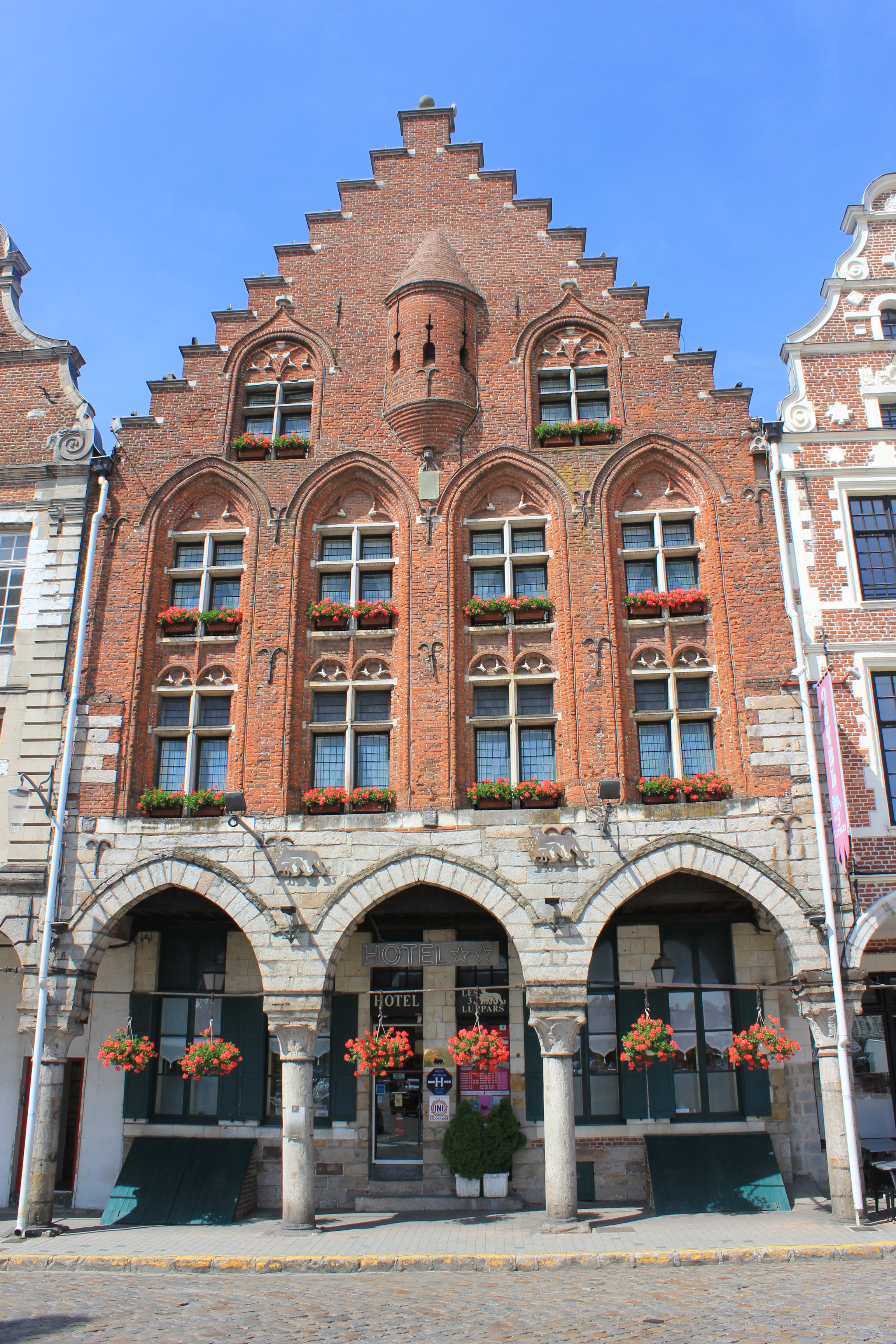
Façade de l'immeuble au no 49 (hôtel Les Trois Luppars).

La place est entourée de 155 maisons marquées par l'influence du style baroque flamand dans une architecture classique à la française du XVIIe siècle. Tout comme la place des Héros, l'influence flamande est visible notamment par les pignons à volutes donnant sur la place, ainsi que les arcades au devant des habitations. Les arcades sont soutenues par 345 piliers.[réf. souhaitée]
Ces façades forment un ensemble très régulier et homogène, bien que chaque maison soit différente, grâce à l'alignement assez strict des étages et des corniches, et le respect d'un code d'urbanisme lors de leur construction. La plupart des maisons de la place sont élevées sur un rez-de-chaussée avec trois niveaux d'étage, le premier étage bénéficiant généralement d'une plus grande hauteur sous plafonds que les étages supérieurs, le troisième étage étant sous combles.[réf. souhaitée]
Un seul immeuble se distingue fortement des autres, au n° 49, il s'agit de l'hôtel Les Trois Luppars. C'est la plus ancienne façade et maison de la place, datant du XVe siècle (1467) et encore de style gothique en brique flamand avec un pignon à gradins et des grandes baies ogivales.[réf. souhaitée]
D'autres maisons se distinguent également de parce qu'elles étaient debout à la fin des bombardements de la Première Guerre mondiale, constituant de ce point de vue un échantillon intéressant et significatif de l'habitat ancien arrageois. Il en est ainsi par exemple des façades n° 51 et n° 53.[réf. souhaitée]
Les maisons de la place ont été partiellement démolies durant la Grande Guerre, mais l'authenticité a été préservée comme en témoignent les enseignes : n° 31 L’Échiquier, n° 35 L'Angelot d'Or, n° 45 L’Épingle d'Or, n° 42 Les Trois Luppars, n° 51 Le Petit Paris, n° 53 L’Épée Royale, Le Secrétaire, n° 55 Saint-Nicolas, Le Grand Homme, n° 57 Le Chapeau Vert, n° 59 et 61 Au Vau d'Or, n° 72 Le Cat Cornu, La Cloche, n° 54 Le Mouton Blanc ou d'Argent, n° 48 La Fleur de Lys, n° 46 Le Heaume, n° 44 Le Petit Heaume, n° 42 Sainte-Barbe, n° 22 Le Veau d'Or, n° 20 Le Soleil Levant, n° 18 La Herse, n° 10 Le Fer à Cheval.[réf. souhaitée]

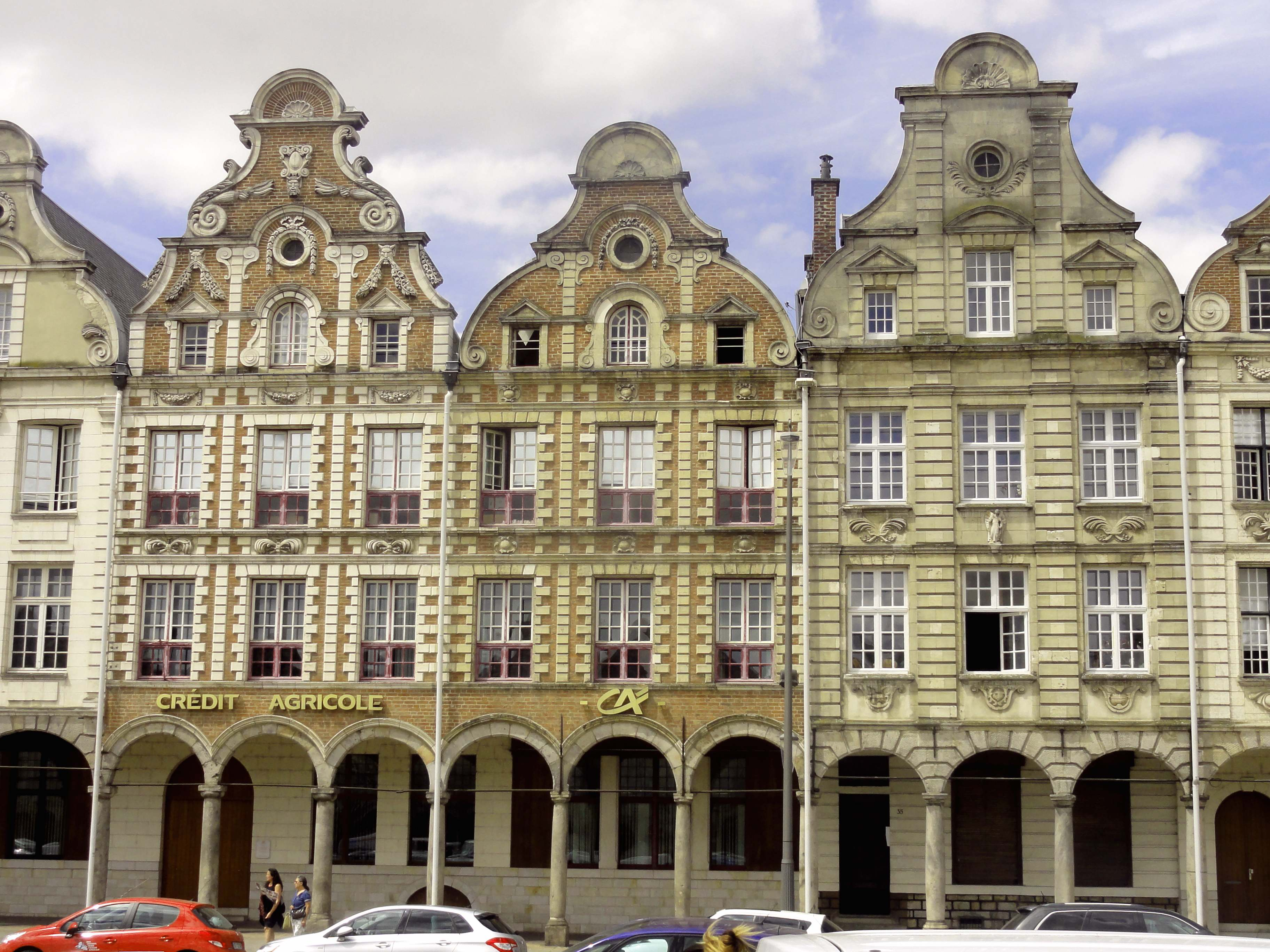
Façades des immeubles n° 27 à n° 35.

Soixante-neuf façades d'immeuble sont classées parmi les monuments historiques de la commune. Les classements se sont déroulés entre 1919 et 1921.

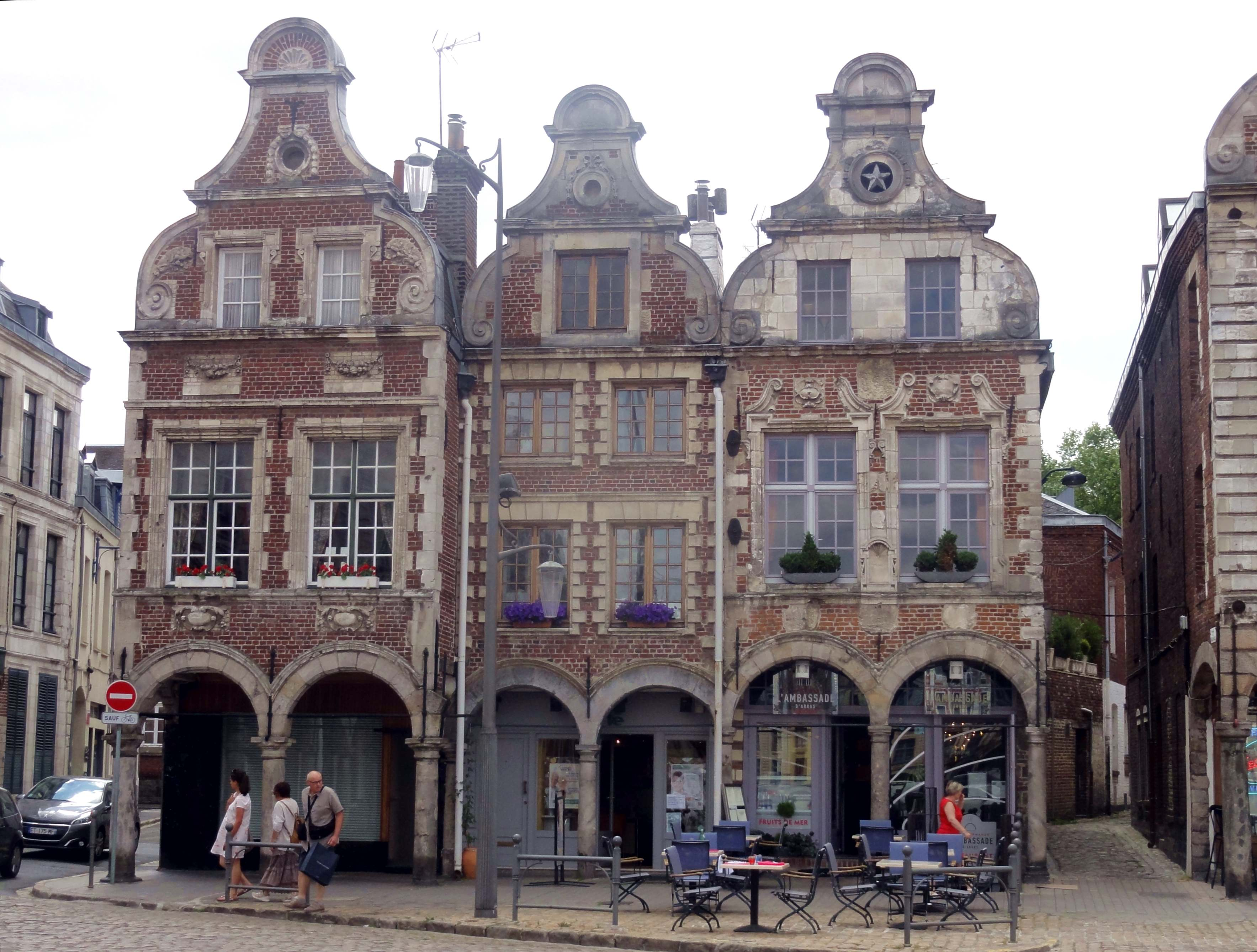
Façades des immeubles n° 22, n° 20 et n° 18.

En 1919, la façade des immeubles au no 1 et au no 53 est classée depuis le 20 août. Celle de l'immeuble au no 19 l'est depuis le 1er septembre. Au immeubles au no 6 et au no 9, au no 11, la façade est classée depuis le 15 septembre. Celle des immeubles au no 56, au no 59, au no 60, au no 61 est classée depuis le 10 octobre 1919. Dix jours plus tard, le 20 octobre au tour de celle de l'immeuble au no 45 d'être classée. La façade de l'immeuble au no 2 ter, au no 47 est classée depuis le 18 novembre. Celle des immeubles au no 57 et au no 64 est classée depuis, respectivement, le 15 septembre 1919 et le 10 décembre 1919. Depuis le 18 décembre, la façade des immeubles au no 37, au no 46 est classée.
En 1920, la façade de l'immeuble au no 36 est classée depuis le 5 janvier. Celle des immeubles au no 20 et au no 31 est classée depuis le 8 janvier. Le 12 janvier, dix-huit façades sont classées : le no 2, au no 2bis, le no 8, le no 10, au no 13, le no 14, le no 15, au no 16, le no 17, le no 18, au no 22, le no 23, le no 25, au no 29, le no 40, le no 43, au no 44, le no 54. La façade de l'immeuble au no 4, au no 35 et au no 76 est classée depuis le 17 janvier. Celle des immeubles au no 2 quater, au no 42, au no 52, au no 66, au no 72 l'est depuis le 7 février. La façade des immeubles au no 55 et au no 74 est classée depuis le 20 février. Celle des immeubles au no 30, au no 30 bis, au no 32, au no 34, au no 41, au no 50 l'est depuis le 18 mars. La façade des immeubles au no 28, au no 19, au no 49, au no 3 est classée depuis, respectivement, le 20 mars, le 25 mars, le 20 avril et le 12 juin.

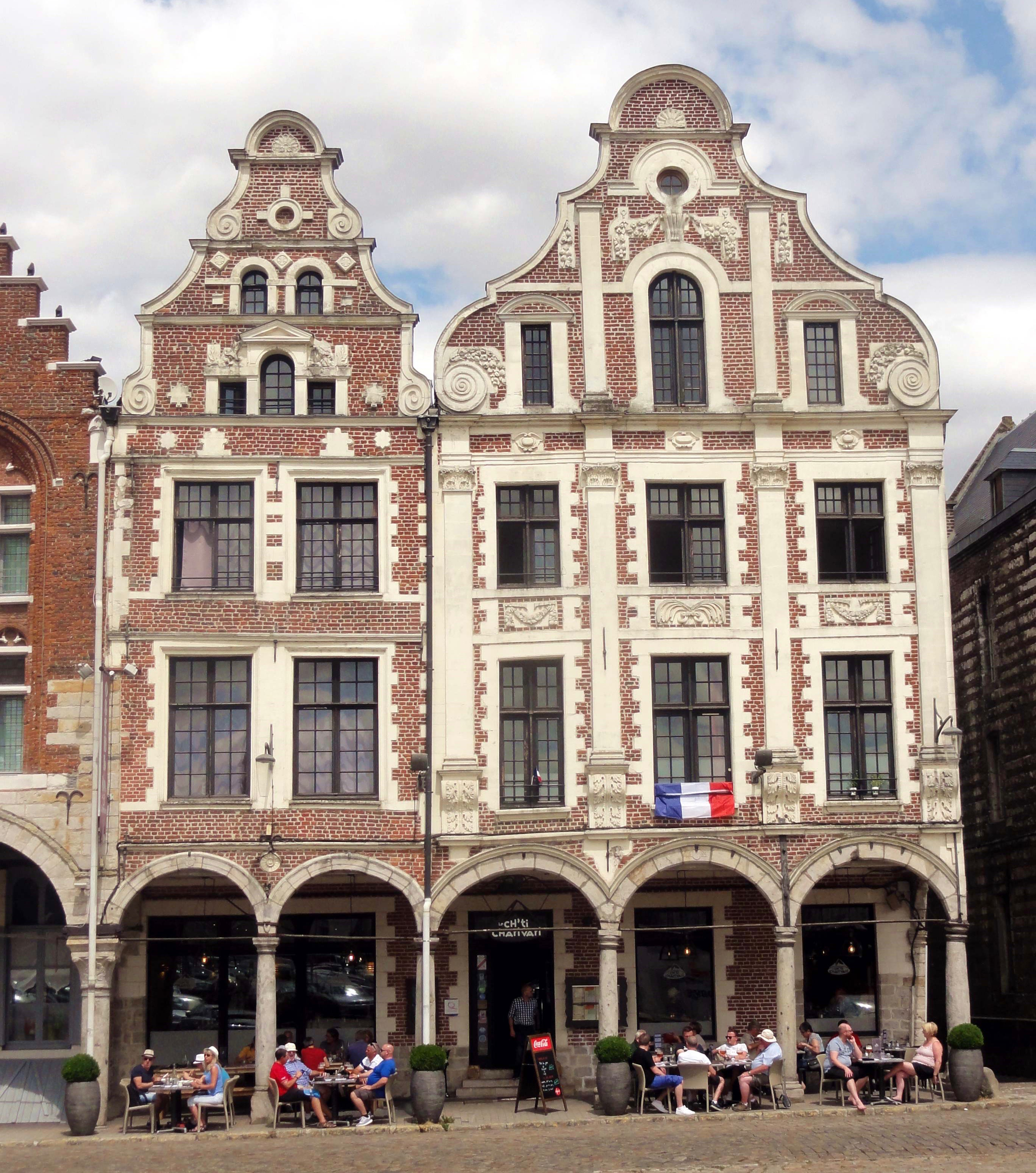
Façades des immeubles n° 51 et n° 53.

En 1921, la façade des immeubles au no 12 et au no 21, au no 48, au no 51, au no 58, au no 62, au no 70est classée depuis le 10 février. Celle de l'immeuble au no 68 et au no 33 est classée depuis, respectivement le 19 février et le 23 février 1921. Les deux dernières à être classées sont la façade des immeubles au no 5 et au no 7 depuis le 4 mars de cette même année.
La cave du XIIIe siècle de l'immeuble au no 15 est également inscrite depuis 16 décembre 1921. Les intérieurs, charpentes, toitures, caves et façades arrières (à l'exception de la maison du XVIIIe siècle dans la cour), ainsi que la maison de fond de cour avec son premier niveau et sa tourelle des immeubles no 51 et no 53 sont inscrits depuis le 12 août 1998,.

## Utilisation

### Marchande, commerciale et économique

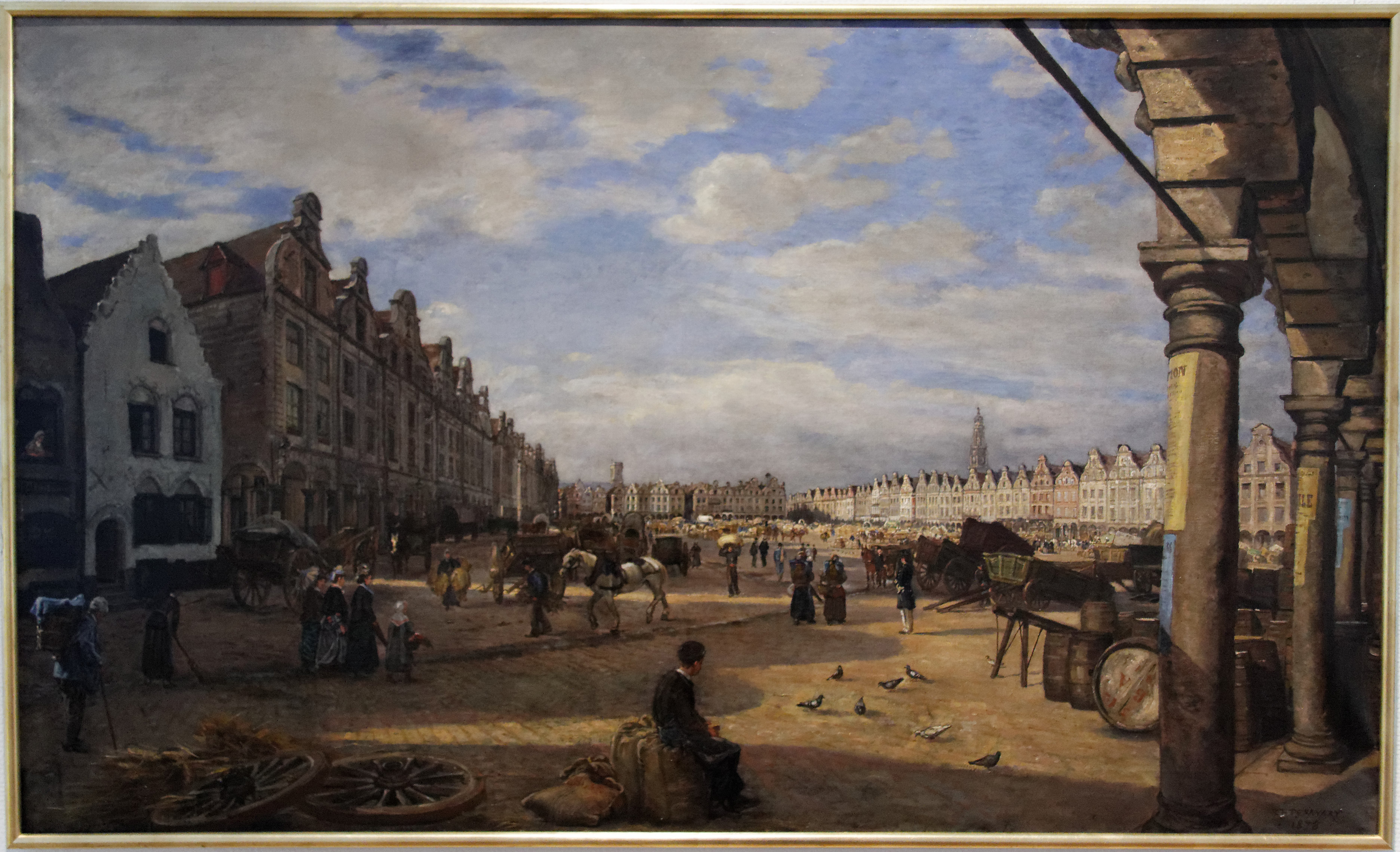
La Grand'Place d'Arras, un jour de marché par Charles Desavary.

La Grand-Place a été le cœur de l'activité commerciale de la ville d'Arras. Plusieurs marchés se tenaient au XIVe siècle sur cette grand-place. Ceux du samedi étaient déjà réglementés en 1030.
Auparavant, des trains s'y arrêtaient pour y déposer des marchandises. Pour les commerçants, l'intérêt de se placer sur la grand-place était double. Ils pouvaient placer leurs réserves à l'entrée des caves et s'abriter sous les arcades.

### Festive et touristique
Entre 2004 et 2009, le Main Square Festival se déroule sur la grand-place de la ville.
L'hôtel Les Trois Luppars se situe aux nos 47 et 49.
Le marché de Noël d'Arras se déroule sur la grand-place de fin novembre à fin décembre.

### Religieuse
La grand-place dépendait au XIVe siècle de trois paroisses : Saint-Nicolas, Saint-Géry et Sainte-Croix.

### Culturelle
L'Académie des sciences, lettres et arts d'Arras y eut son siège jusqu'en 1743, au premier étage dans la maison d'un libraire. 

## Dans les arts
La Grand'Place a été peinte par Charles Desavary. Le tableau appelé La Grand'Place d'Arras, un jour de marché est exposé au musée des beaux-arts d'Arras. Sur ce tableau, la grand-place est remplie de commerçants. La prise de vue est faite du côté de l'ancienne porte Saint-Michel (de nos jours, au niveau du square Léon-Jouhaux).
Une scène du film La Liste de mes envies (2014) se déroule sur la Grand-Place.